# 飯能吹奏楽研究会
飯能吹奏楽研究会（はんのうすいそうがくけんきゅうかい、Hanno Wind Ensemble Academy）は、埼玉県飯能市の日本の市民吹奏楽バンド。通称、「飯吹研（はんすいけん）」と呼ばれる。1969年6月より本格的に活動を開始。

## 概要
飯能市音楽愛好会を前身として、1969年6月1日に誕生した飯能市で最も古い吹奏楽研究会である。
研究会員は、飯能市在住のメンバーが中心であったが、特に飯能市在住をこだわってはおらず、近隣の入間市、所沢市、川越市などからも参加している。
主な活動内容は、定期演奏会、市の行事やお祭り、地域の依頼演奏などである。

## 歴史

### 飯能市音楽愛好会
- 1969年4月 設立
- 同年 コーラスグループ（現在、飯能市民合唱団）と吹奏楽団設立促進グループが誕生。

### 飯能吹奏楽研究会
- 1969年6月1日 設立
- 1970年 第1回定期演奏会開催。
- 1980年 飯能文化賞受賞。
- 1983年 埼玉県文化ともしび賞受賞。
- 1999年 創立30周年記念コンサート開催。
- 2008年 NHK「あなたが主役 音楽のある街で」に出演。
- 2009年 創立40周年記念コンサート開催。

## 指揮者
- 間野暉司 当会会長。